# アンエピック
『アンエピック』（Unepic）は、スペインのバルセロナに住むFrancisco Téllez de Menesesが開発したアクションRPG。Menesesが2年をかけてプログラミング、すべてのシナリオ、グラフィック、音楽等を一人で作成した。
日本では2017年12月14日よりPlayStation 4版が『アンエピック -オタクの小さな大冒険-』のタイトルで、2018年4月5日よりNintendo Switch版がダウンロード配信されている。

## ゲーム内容
仲間とテーブルトークRPGをしていた意識高い系ゲームオタクであるダニエルが何故か異世界の城に行ってしまい、ゲームで得た知識を武器に城からの脱出を目指す。
ガリウスの迷宮などにインスパイアされたレトロな2D横スクロールのアクションRPGで、手に入れたアイテムはショートカットキーに振り分けることで使用可能。